# Taslim Olawale Elias
Taslim Olawale Elias (11 novembre 1914 - 14 août 1991) est un juriste nigérian qui est ministre de la Justice et procureur général du Nigéria de 1960 à 1966, juge en chef du Nigéria de 1972 à 1975 et président de la Cour internationale de Justice de 1982 à 1985.

## Jeunesse et études
Elias est né dans l'aristocratie traditionnelle de Lagos, alors capitale du Nigéria, le 11 novembre 1914. Il fait ses études secondaires à la Church Missionary Society Grammar School et au Igbobi College de Lagos. Il épouse Ganiat Yetunde Fowosere et le couple a cinq enfants (trois fils, dont Olufemi Elias (en), avocat, et deux filles). Après avoir réussi l'examen du Cambridge School Certificate, il travaille comme assistant au Département d'audit du gouvernement. En 1935, il rejoint les chemins de fer nigérians et travaille au bureau du comptable en chef pendant neuf ans.
Alors qu'il travaille aux chemins de fer nigérians, Elias devient un étudiant externe de l'Université de Londres, et plus tard, il réussit les examens intermédiaires pour les diplômes BA et LLB. Il quitte le Nigéria pour le Royaume-Uni en 1944 et est admis à l'University College de Londres. Comme c'est pendant la Seconde Guerre mondiale, Londres étant la cible de fréquents attentats à la bombe, il passe quelque temps au Trinity College de Cambridge. Il obtient un BA l'année de son entrée à l'University College de Londres et deux ans plus tard, il obtient le LLB. En 1947, il est admis au barreau de l'Inner Temple, où il est boursier Yarborough Anderson, et la même année, il obtient son diplôme de LLM. Il poursuit ses études supérieures et devient le premier Africain à obtenir un doctorat en droit de l'Université de Londres en 1949, .
En 1951, Elias reçoit une bourse de l'UNESCO pour entreprendre des recherches sur les problèmes juridiques, économiques et sociaux de l’Afrique. Plus tard cette année-là, il obtient son premier poste universitaire, celui de Simon Senior Research Fellow à l'Université de Manchester où il est professeur de droit et d’anthropologie sociale. C'est également en 1951 qu'il publie son premier livre, Nigerian Land Law and Custom.

## Vie professionnelle
Elias quitte Manchester pour Oxford en 1954, où il devient chercheur Oppenheimer à l'Institute of Commonwealth Studies, au Nuffield College et à la Queen Elizabeth House. Il poursuit ses recherches sur le droit nigérian et publie Groundwork of Nigerian Law la même année. En 1956, il est professeur invité de sciences politiques à l'Université de Delhi. Il joue un rôle déterminant dans l’organisation de cours en gouvernement, en droit et en anthropologie sociale et dans la création du Département d’études africaines. Elias donne également des conférences dans les universités d'Aligarh, Allahabad, Bombay et Calcutta. Cette année-là, il publie deux livres, Makers of Nigerian Law et The Nature of African Customary Law.
Il revient à Londres en 1957 et est nommé gouverneur de l'École d'études orientales et africaines. En tant que conseiller constitutionnel et juridique du Conseil national du Nigéria et du Cameroun (qui devient plus tard la Convention nationale des citoyens nigérians), il participe à la Conférence constitutionnelle nigériane de 1958 à Londres. Il est l'un des architectes de la constitution du Nigéria indépendant.
En 1960, Elias est invité à devenir procureur général et ministre de la Justice du Nigéria. Il exerce cette fonction pendant toute la durée de la Première République. Bien que démis de ses fonctions après le coup d'État de janvier 1966, il est réintégré en novembre de la même année.
En plus de contribuer au droit nigérian et africain, Elias est depuis longtemps actif dans le domaine du droit international. Il est membre de la Commission du droit international des Nations Unies de 1961 à 1975, il est rapporteur général de 1965 à 1966 et en est le président en 1970. Il est le chef des délégations nigérianes à la conférence organisée pour examiner le projet de convention pour le règlement des différends relatifs aux investissements entre États et ressortissants d'autres États en 1963 et au Comité spécial sur les principes du droit international touchant les relations amicales et la coopération entre les États en 1964. Il est membre du Comité d'experts des Nations Unies qui rédige la constitution du Congo, de 1961 à 1962. Il contribue également à la rédaction de la charte de l'Organisation de l'unité africaine (OUA) et de son Protocole de médiation, de conciliation et d'arbitrage. Elias représente l'OUA et le Nigéria devant la Cour internationale de justice dans le cadre des procédures concernant le statut de la Namibie. Il est élu membre associé de l'Institut de droit international en 1969. Il est président du Comité plénier de la Conférence de Vienne sur le droit des traités (1968-1969).
En 1966, Elias est nommé professeur et doyen de la Faculté de droit de l'Université de Lagos. Quatre ans plus tôt, il obtient le diplôme de LLD de l’Université de Londres pour ses travaux sur le droit africain et le droit colonial britannique. (Il reçoit par la suite un total de 17 doctorats honorifiques de diverses universités du monde entier). Il est l'un des premiers récipiendaires du Prix national du mérite nigérian en 1979.
Plus tard en 1966, Elias est reconduit au poste de procureur général et de commissaire à la justice du Nigéria (poste qu'il occupe tout en restant doyen et professeur à l'Université de Lagos), jusqu'en 1972, date à laquelle il devient juge en chef de la Cour suprême du Nigéria. Il est chassé de ce poste par un régime militaire qui prend le pouvoir au Nigeria à la fin du mois de juillet 1975.
Quelques mois plus tard (en octobre 1975), il est élu par l'Assemblée générale et le Conseil de sécurité des Nations Unies à la Cour internationale de justice de La Haye. En 1979, il est élu vice-président par ses collègues de cette cour. En 1981, après le décès de Humphrey Waldock, président de la Cour, Elias prend la présidence par intérim. En 1982, les membres du tribunal l'élisent président du tribunal. Il devient ainsi le premier juriste africain à recevoir cet honneur. Cinq ans plus tard, Elias est également nommé à la Cour permanente d'arbitrage de La Haye.
Elias est décédé le 14 août 1991 à Lagos, au Nigéria.